# Triembach-au-Val
Triembach-au-Val település Franciaországban, Bas-Rhin megyében. Lakosainak száma 430 fő (2022. január 1.). Triembach-au-Val Albé, Neuve-Église, Saint-Maurice, Saint-Pierre-Bois és Villé községekkel határos.

## Népesség
A település népessége az elmúlt években az alábbi módon változott:
| Lakosok száma | 460  | 465  | 488  | 463  | 451  | 440  | 436  | 434  | 430  |
|               | 2013 | 2015 | 2016 | 2017 | 2018 | 2019 | 2020 | 2021 | 2022 |